# HD 69830 d
HD 69830 d는 항성 HD 69830 주위를 197일에 한 번 공전하는 외계 행성이다. 현재 밝혀진 HD 69830 행성계에서 가장 바깥을 돌고 있다. 항성의 생명체 거주가능 영역(생물권) 내를 돌고 있는 것으로 추측된다.
2006년 5월 18일 로비스 연구진이 발견했다.

## 궤도 및 질량
공전 궤도 이심률은 낮아 우리 태양계 행성들과 비슷하다. d의 공전궤도 반지름은 0.63 천문단위로 태양계 수성 궤도와 비슷하다. 그러나 HD 69830은 태양보다 어둡고 활동 또한 약한 별이기 때문에 d의 궤도가 이처럼 가까워도 물이 액체 상태로 존재 가능한 환경이 형성되어 있다.

## 물리적 특징
행성 질량은 해왕성 정도로, HD 69830 d는 딱딱한 표면이 없는 가스 행성일 가능성이 높다. 이 행성은 오직 어머니 항성에 미치는 중력적 효과를 통해 발견된 것에 불과하므로, 정확히 행성의 조성물 등이 어떨지는 알 수 없다. 다만 HD 69830 d이 받는 일사량은 지구가 받는 양과 비슷하다. 행성 조성물이 천왕성, 해왕성과 비슷하며, 환경이 화학적 평형 상태에 있다고 가정하면, HD 69830 d의 대기는 대부분 수소와 헬륨으로 이루어져 있을 것이며, 여기에 메테인이 많이 포함되어 있을 것이다. 행성에서 추운 부분에는 물의 구름이 생겨날 것이다.
HD 69830 d는 어머니 항성 HD 69830의 생물권 내를 돌고 있다(생물권 여부는 지구 정도 질량의 별이 표면에 액체 물을 거느릴 수 있는지이다). 가스 행성에서 생명체가 살 수 있는지는 미지수이나, 만약 d가 질량 큰 위성을 거느릴 수 있다면 그 위성 표면에서 생명체가 자라날 가능성은 열려 있다. 조석상호작용 모형에 따르면 가상 위성은 행성계 수명 전기간에 걸쳐 안정적으로 행성 주위에서 궤도를 형성할 수 있다고 한다.

## 같이 보기
- HD 69830 b
- HD 69830 c
- 외계 행성의 겉모습

## 참고 문헌
- (영어) 로비스 연구진 (2006). “An extrasolar planetary system with three Neptune-mass planets”. 《네이처》 441: 305–309. doi:10.1038/nature04828.